# Путин, Игорь Александрович
И́горь Алекса́ндрович Пу́тин (род. 30 марта 1953, Ленинград, СССР) — российский предприниматель, двоюродный брат В. В. Путина, отец Романа Путина.
В 2022 году Великобритания ввела против Игоря Путина персональные санкции.

## Биография
Родился 30 марта 1953 года в Ленинграде, в 1974 году окончил Рязанское высшее военное автомобильное командное училище, в 2000 году — Волго-Вятскую академию государственной службы, в 2003 году — Московский институт экономики и права. С 1974 года служил в Вооружённых силах, высшей ступенькой военной карьеры стала должность заместителя начальника кафедры автомобильной подготовки в Вольском военном училище тыла (Саратовская область). В 1998 году ушёл в отставку.
В 1998—2000 годах — главный специалист, заместитель председателя Рязанского областного комитета государственной статистики.
В 2000—2005 годах — председатель Рязанской областной лицензионной палаты.
В 2005 году избран председателем совета директоров Самарского резервуарного завода (СРЗ), выпускающего стальные вертикальные цилиндрические резервуары для нефти и нефтепродуктов (входит в холдинг «Волгобурмаш»).
В мае 2007 года вошёл в совет директоров ОАО «Промышленный коммерческий АВТОВАЗБАНК» (банк АВБ).
В сентябре 2010 года стал вице-президентом «Мастер-банка» по общим вопросам и вошёл в его правление. 6 декабря 2010 года оставил Мастер-банк, но 9 марта 2011 года вошёл в состав его совета директоров, откуда ушёл в 2013-м, после того, как у кредитной организации отозвали лицензию.
В 2010 году стал президентом компании «Сургуттрубопроводстрой», в начале декабря 2011 года оставил эту должность и занялся собственными проектами. В частности, производством аккумуляторных батарей для ОАО РЖД на мощностях ООО НПК «Энергия», где его доля собственности составляет 51 %. По данным ЕГРЮЛ на 2012 год, Игорь Путин являлся совладельцем семи компаний. Помимо ООО НПК «Энергия», это также 25 % ООО «Горизонт-ТВ», 25 % ООО «Стамко», 10 % ООО «Торговый дом „Бурмаш“», с 25 ноября 2011 года — 40 % долей вновь созданного ООО «СК „Авангард 500“», с 30 декабря 2011 года — 33 % ООО ЧОП «МТЛ-Щит» и 20,8 % ООО «Рязань-нефть».
В 2012 году возглавил проект строительства международного морского порта Печенга в 60 км от Мурманска.
В 2012 году вошёл в совет директоров Русского земельного банка.
Распоряжением правительства от 30 августа 2012 года № 1573-р введён в состав Морской коллегии при Правительстве Российской Федерации (по согласованию).
По разным сведениям, 30 октября или 11 ноября 2013 года вышел из совета директоров РЗБ, а по данным газеты «Ведомости» от 6 февраля 2014 года покинул также советы директоров Промышленного сберегательного банка (ПСБ), где состоял с октября 2012 года, и якутской строительной компании «СУ-888».
В марте 2017 года «Новая газета» опубликовала материалы начатого в 2014 году расследования о незаконном выводе из России 700 млрд рублей, из которых 350 млрд прошли через Русский земельный банк и банк «Западный» в том числе в период, когда членом совета директоров РЗБ являлся И. А. Путин.

## Международные санкции
С мая 2022 года — в санкционном списке Великобритании, в связи с вторжением России на Украину.

## Общественная активность
С 2002 года — председатель рязанского координационного совета сторонников партии «Единая Россия». С октября 2006 года — член партии «Справедливая Россия».

## Семья
Игорь Александрович Путин — сын дяди В. В. Путина по отцу, Александра Спиридоновича Путина. В 1977 году у И. А. Путина родился сын — Роман Путин.